# E. G. Coffman
Edward Grady "Ed" Coffman Jr. es un informático. Comenzó su carrera como programador de sistemas en la System Development Corporation (SDC) durante el período 1958-65. Su doctorado en Ingeniería en la UCLA en 1966 le siguió una serie de lugares en la Universidad de Princeton (1966-69), en la Universidad Estatal de Pensilvania (1970-76), en la Universidad de Columbia (1976-77) y en la Universidad de California, Santa Bárbara. (1977-79). En 1979 se unió al Centro de Matemáticas de los Laboratorios Bell, donde permaneció hasta su jubilación como Distinguido miembro del personal técnico 20 años después. Después de un periodo de un año en el Instituto de Tecnología de Nueva Jersey, volvió a la Universidad de Columbia en 2000 con nombramientos en informática, ingeniería eléctrica y ingeniería industrial e investigación de operaciones. Se retiró de la docencia en 2008 y ahora es profesor emérito que todavía se dedica a la investigación y actividades profesionales.

## Investigación
Coffman es conocido sobre todo por su investigación (Algoritmo Coffman-Graham) fundamental junto con sus colaboraciones internacionales, medidas en parte por unos 150 coautores de su colección de publicaciones. Sus trabajos se pueden encontrar en más de 180 artículos en revistas técnicas dedicadas a contribuciones de investigación originales. Publicó 4 libros de texto y artículos a nivel de postgrado en los actos de unas 250 conferencias y talleres, la mayoría de ellos en versiones preliminares de artículos de revistas. En su investigación, Coffman ha sido generalista siguiendo muchos caminos paralelos en ingeniería y matemáticas aplicadas. Las direcciones que ha tomado han basado en las herramientas de optimización combinatoria y la teoría de algoritmos, junto con las de probabilidad aplicada y procesos estocásticos. Los procesos estudiados incluyen los de las teorías de la planificación, empaquetado de contenedores, selección secuencial, gráficos y asignación dinámica, junto con los de cola, sondeo, reserva, servidor móvil, red y sistemas de reglas locales distribuidas (por ejemplo, autómatas cielo · celulares ). Sus contribuciones han dividido entre fundamentos matemáticos y el diseño y análisis de algoritmos de aproximación que proporcionan la base para soluciones de ingeniería a problemas NP-hard.
Las aplicaciones de ingeniería informática y de redes han sido amplias; una lista parcial incluye investigación sobre problemas relacionados con las funciones de asignación de almacenamiento y planificación de sistemas operativos de ordenador, arquitecturas de almacenamiento, estructuras de datos, problemas de sincronización de ordenadores, tales como bloqueos y sincronización, congestión de Internet, redes de intercambio de archivos peer-to-peer, fusión de flujo, auto -procesos de asamblea de informática molecular, algoritmos minimalistas en redes de sensores, conmutación óptica de ráfagas y gestión dinámica del espectro en redes cognitivas. La lista se expande mucho cuando se incluyen la infinidad de aplicaciones en ingeniería industrial e investigación de operaciones de la investigación de Coffman en teoría de planificación y empaquetado de contenedores en una y dos dimensiones. Al 11 de noviembre de 2015, sus obras se han citado 13.597 veces y tiene un índice h de 55.
Coffman ha estado activo profesionalmente en varios consejos editoriales, decenas de comités de programas técnicos, estableciendo agendas de investigación en talleres del National Research Council, cofundó el Simposio sobre principios de sistemas operativos y los grupos de interés especiales en la evaluación del rendimiento tanto de ACM como de IFIP.

## Publicaciones seleccionadas
- 1964, with Jules Schwartz and Clark Weissman. "En General Purpose Time-Sharing System". Spartan Books.
- 1973, with Peter Denning. Operating Systems Theory. Prentice-Hall.